# Canon EOS-1v
Canon EOS-1v är en analog systemkamera, 35mm SLR, från Canons EOS-serie, släppt 2000.
Canon använde suffixet 'v' eftersom kameran tillhör Canons femte generation av professionella SLR-kameror och 'V' är den romerska siffran fem. Canon uppger också att v:et står för "vision".